# 鮮浪潮
鮮浪潮國際短片節（英語：Fresh Wave International Short Film Festival），簡稱鮮浪潮（英語：Fresh Wave），是一個由香港藝術發展局主辦的短片競賽及國際短片展。短片競賽部分由主辦當局挑選香港本地35歲或以下電影創作人給予金錢資助、安排培訓及指導，用以拍攝一部片長不多於30分鐘的短片，最後評審選出得獎作品並作公開放映，旨在培育電影新晉。國際短片展部分則與不同地區電影節或電影組織合作，放映各地優秀短片，邀請海外年青電影創作人出席交流及安排競賽部分的優秀作品在海外放映，旨在促進電影文化交流。

## 起源及發展
第一屆鮮浪潮國際短片節起源自是香港藝術發展局及香港國際電影節協會於2005年至2006年間合辦的一個大專生短片比賽，由當時藝發局電影及媒體藝術組主席杜琪峯先生發起，旨在發掘具潛質的年輕電影創作人，由於反應理想，於翌年續辦第二屆，並起分成「學生組」及「公開組」，接受學生以外的年輕電影創作人參與。
首四屆均由藝發局與香港國際電影節協會合辦，並於當屆電影節期間播放入圍作品及頒發獎項。
第五屆2010年起改由藝發局單一主辦，香港國際電影節協會不再參與合辦，改為加入電影院及商場等作為場地伙伴，新增國際短片展，入圍作品之公映及獎項頒發亦改於短片展期間進行，參賽名額上限由每組各十隊增至十五隊。
第六屆2011年起藝發局之官方活動名稱不再提及屆數，改以年份命名為「鮮浪潮2011」，其後一直沿用此命名方法。
第七屆2012年起賽制更改，片長加設五分鐘下限，參賽名額上限由每組各十五隊增至二十隊，加入複選，進入複選的每組十部作品方可參與該屆的短片節放映及競逐獎項。另外亦增加一些參賽限制，包括規定參賽作品不得為畢業作品或校內功課，限制過往參賽者重複參賽（不可擔任同一主創崗位）。
第八屆2013年起，拍攝資助上限由四萬港元增加至五萬港元。

### 歷屆資料
| 屆次 | 年份    | 日期                    |
| ---- | ------- | ----------------------- |
| 1    | 2005/06 |                         |
| 2    | 2006/07 |                         |
| 3    | 2007/08 |                         |
| 4    | 2008/09 |                         |
| 5    | 2010    |                         |
| 6    | 2011    |                         |
| 7    | 2012    | 2012年11月23日至12月2日 |
| 8    | 2013    |                         |
| 9    | 2014    |                         |
| 10   | 2015    | 2015年12月3日至20日     |
| 11   | 2017    | 2017年3月13日至4月1日   |
| 12   | 2018    | 2018年4月6日至21日      |
| 13   | 2019    | 2019年6月6日至22日      |
| 14   | 2020    | 2020年6月5日至20日      |
| 15   | 2021    | 2021年6月11日至26日     |
| 16   | 2022    | 2022年6月17日至7月17日  |
| 17   | 2023    | 2023年6月9日至7月2日    |
| 18   | 2024    | 2024年6月14日至7月6日   |

### 歷屆鮮浪潮焦點影人
| 屆次 | 年份 | 鮮浪潮焦點影人 | 參考資料    |
| ---- | ---- | -------------- | ----------- |
| 11   | 2017 | 托迪·希恩斯    | [ 2 ]       |
| 12   | 2018 | 張作驥         | [ 3 ]       |
| 13   | 2019 | 胡金銓         | [ 4 ]       |
| 15   | 2021 | 劉家良         | [ 5 ]       |
| 16   | 2022 | 森·畢京柏      | [ 6 ]       |
| 18   | 2024 | 楚原           | [ 7 ] [ 8 ] |

## 歷屆鮮浪潮競賽結果

### 第一屆鮮浪潮短片競賽

#### 參選名單
- 香港浸會大學：波基《全家福》
- 嶺南大學：歐靖堃、翁偉健《海的滋味》
- 香港理工大學：韋亦斌《廁紙》
- 香港中文大學：黃麗茵、梁御東《菊花園》
- 香港大學：楊思朗《我想告訴你》
- 香港專業教育學院觀塘分校：陳威文《小明》
- 香港城市大學：彭韻明、萬里利《重新開始》
- 香港演藝學院：許學文《枉少年》

#### 得獎名單
- 最佳電影獎：許學文《枉少年》
- 最佳創意獎：楊思朗《我想告訴你》
- 特別表揚：陳威文《小明》

### 第二屆鮮浪潮短片競賽

#### 公開組
- 何家豪《想見您》
- 李志偉《眼鏡》
- 車正軒《少年槍王》
- 阮小芷《懷著愛》
- 胡震宇《食》
- 凌宇瀚《從哪裡來的毛？》
- 張育堅《蛇與蠍》
- 歐文傑《聖誕禮物》
- 盧煒麟《父子劍》
- 陳偉斌《行行重行行》

#### 學生組
- 香港專業教育學院觀塘分校：蒲家威《遊子》
- 香港中文大學：李俊峰《仙樂飄飄》
- 香港演藝學院電影電視學院：陳兆禧《命》
- 香港理工大學：李偉倫《吉儀》
- 嶺南大學：林喆《棉花糖與七綵球》
- 香港城市大學：鄭啟明《再見》
- 香港浸會大學：陳冬青《Deliah》
- 香港藝術中心藝術學院：陳銘倫、蘇皓暉《Café de Chocolate》
- 香港大學：陳家達《愛與信》

#### 得獎名單
- 「鮮浪潮大獎」：歐文傑《聖誕禮物》
- 公開組
  - 最佳電影獎：歐文傑《聖誕禮物》
  - 最佳創意獎：陳偉斌《行行重行行》
- 學生組
  - 最佳電影獎：蒲家威《遊子》
  - 最佳創意獎：鄭啟明《再見》

### 歷屆「鮮浪潮大獎」得主
| 屆次 | 年份    | 鮮浪潮大獎               |
| ---- | ------- | ------------------------ |
| 1    | 2005/06 | 許學文《枉少年》         |
| 2    | 2006/07 | 歐文傑《聖誕禮物》       |
| 3    | 2007/08 | 陳兆禧《行僧》           |
| 4    | 2008/09 | 黃顯揚《籃子》           |
| 5    | 2010    | 賴恩慈《1+1》            |
| 6    | 2011    | 阮智謙《朝生暮死》       |
| 7    | 2012    | 李心悅《忘語花》         |
| 8    | 2013    | 嚴尚民《The Tide》       |
| 9    | 2014    | 黃瑋納《他們的海》       |
| 10   | 2015    | 陳淦熙《若男》           |
| 11   | 2017    | 李駿碩《瀏陽河》         |
| 12   | 2018    | 曾慶宏《下雨天》         |
| 13   | 2019    | 朱凱濙《紅棗薏米花生》   |
| 14   | 2020    | 黃嘉祺《野小子》         |
| 15   | 2021    | 王飛《假日》             |
| 16   | 2022    | 邵知恩《呼～》           |
| 17   | 2023    | 何思蔚《直到我看見彼岸》 |
| 18   | 2024    | 林慧姸《鬼妹》           |

## 批評與爭議

### 個別參賽作品不獲公映
第二屆鮮浪潮短片競賽其中一部參賽作品《蛇與蠍》未有如同屆其他參賽作品獲安排在電影節放映，該作品參賽者曾聯絡藝發局，藝發局發言人解釋競賽參加指引中列明入圍作品「將有機會在電影節內公開放映」，電影節協會有最後放映決定權，作品未獲放映不影響參賽資格
。

### 重複參賽
鮮浪潮舉辦初期賽制對重複參賽限制並不嚴謹，間接容許參賽者隔年參與，例如第三屆公開組十名入圍參賽者中便有三位重複參賽，第五屆中更有參賽者已是第三次參加，被詬病有違活動「培育新人」的原意。 。2012年起主辦單位收緊重複參賽的限制。不容許連續兩年擔任同樣主創崗位 (即導演、編劇、攝影)，亦不容許已曾經兩次或以上擔任同一主創崗位者，再以同樣崗位重複參賽。

### 政治審查
原定於2021年6月13日放映的電影—《執屋》，早於四月下旬遞交作品至「電影、報刊及物品管理辦事處（下稱電檢處）」，但電檢處一直拖延放映審批，導致作品未能如期上映。同時間，本屆鮮浪潮其餘19部本地競賽電影均已獲批准放映。另有業界關注有關準則，促當局盡快交代。有學者稱條文內容模糊，檢查員按政治形勢無限詮釋，往往因寧嚴勿鬆而引致過度審查。
2022年的《Time, and Time Again》同樣未獲電檢處在放映前發出「核准證明書」，因而取消放映。三名參加本地競賽的導演則於映後談讀出此片的劇本選段。此片在競賽中獲特別表揚獎項。
2023年的《未能接通》、《爺爺來訪的夜》、《漂與泊之間》以及非競賽放映的《My Pen Is Blue,》被電檢處要求刪剪，《漂與泊之間》的導演選擇刪除片段，其餘三部在放映時改用黑畫面及靜音。《未能接通》和《爺爺來訪的夜》在競賽中獲特別表揚獎項。